# Flenjatunnel
Der Flenjatunnel ist ein einröhriger Straßentunnel zwischen Flåm und Langhuso im Undredal in der Kommune Aurland in der norwegischen Provinz Vestland. Der Tunnel im Verlauf des Europastraße 16 ist 5053 m lang.